# Stiftelsen Vitryssland
Stiftelsen Vitryssland var en stiftelse som ägnade sig åt humanitära hjälpsändningar till främst Belarus.
Stiftelsen Vitryssland för humanitär hjälp till Belarus startades våren 1993. Arbetet byggde till största delen på gåvor och bidrag från enskilda personer och företag samt kollekt från Svenska kyrkan i Borås. Hjälpsändningar gick först huvudsakligen till Mogilovområdet i sydöstra Vitryssland men styrdes efter sommaren 2012 om till Litauen.
Organisationen avvecklades under våren 2019 på grund av personalbrist och överfulla lokaler .